# Reduto de Nossa Senhora de Nazaré
O Reduto de Nossa Senhora de Nazaré localizava-se no outeiro, na povoação de Nossa Senhora de Nazaré, no cabo de Santo Agostinho, no litoral sul do atual estado de Pernambuco, no Brasil.

## História
Há uma certa confusão entre os estudiosos sobre a(s) fortificação(ões) denominada(s) "de Nazaré", no cabo de Santo Agostinho, no contexto da segunda das Invasões holandesas do Brasil (1630-1654): o Forte do Pontal de Nazaré, sobre o pontal, e o Reduto de Nossa Senhora de Nazaré, no alto do morro, na vila de mesmo nome.
Em termos estratégicos, o primeiro foi mais importante na região do cabo, cobrindo o ponto de desembarque de reforços e suprimentos portugueses e espanhóis na sua contra-ofensiva de 1631.
A conquista neerlandesa do Cabo deu-se em 1635. Sobre o Reduto de Nossa Senhora de Nazaré, Maurício de Nassau, no "Breve Discurso" de 14 de Janeiro de 1638, sob o tópico "Fortificações", reporta:
"A [fortificação] que o inimigo [português e espanhol] levantou em torno da Igreja de Nossa Senhora de Nazaré, sita sobre o monte mais alto do Cabo [de Santo Agostinho], há muito foi arrasada por imprestável."
No século XVIII, o Governador e Capitão-general da Capitania de Pernambuco, Luís Diogo Lobo da Silva, reforçou as fortificações do litoral pernambucano tendo erguido trincheiras e redutos no Cabo de Santo Agostinho, inclusive reedificado a fortificação de Nazaré no outeiro ("Trincheiras e Redutos, que se fizeram por ordem do Ilmo. e Exmo. Sr. Luís Diogo Lobo da Silva, Governador e Capitão General das Capitanias de Pernambuco, desde antes de chegar ao Reduto de S. Francisco Xavier do Gaibú, até ao monte de Nossa Senhora de Nazaré, ficando dentro das ditas trincheiras e redutos que se fizeram, a ponta do Charco, [a] enseada da Calheta, seu Reduto em cima do monte (...) tudo feito na presença do mesmo senhor (...); c. 1762". Arquivo Histórico Ultramarino, Lisboa) (IRIA, 1966:55-56, 58).

## Ligações externas

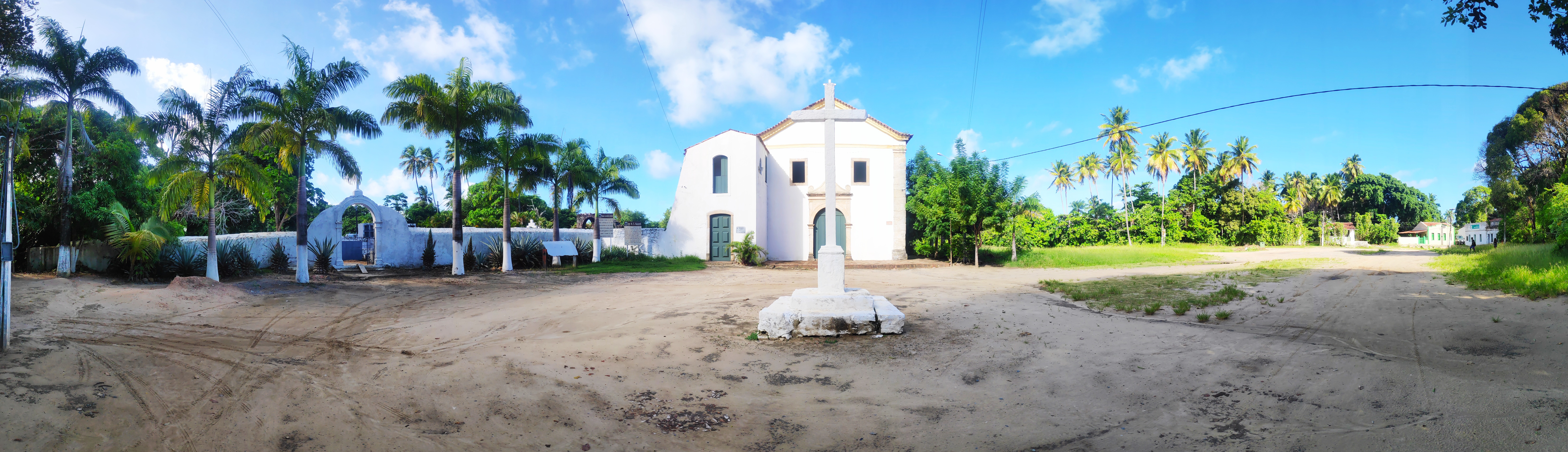